# Sekarpuro
Sekarpuro is een bestuurslaag in het regentschap Malang van de provincie Oost-Java, Indonesië. Sekarpuro telt 13.239 inwoners (volkstelling 2010).